# 舊牛奶公司倉庫

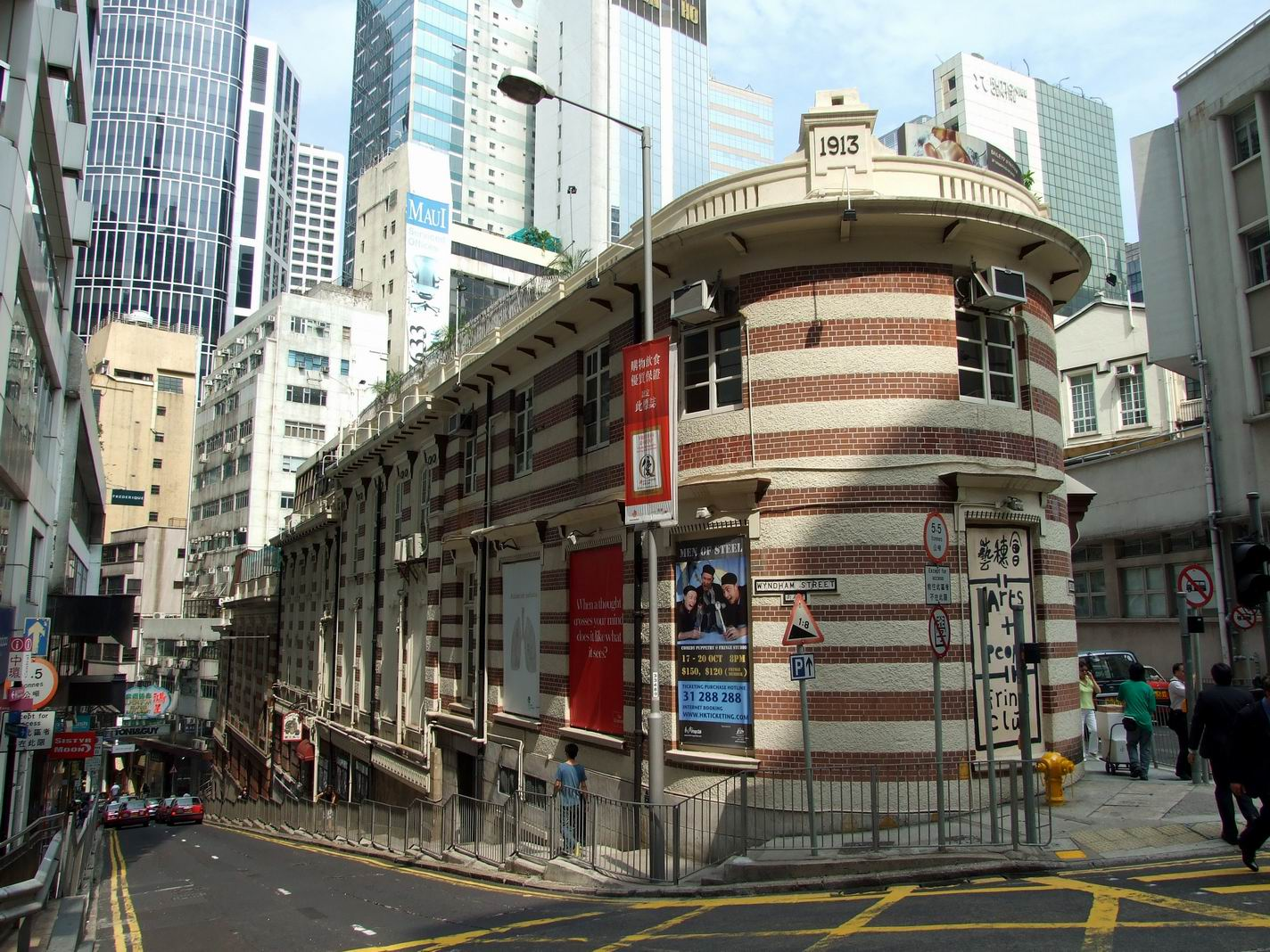
舊牛奶公司倉庫天台標記1913的重建年份

22°16′49″N 114°09′21″E / 22.280239°N 114.155727°E
舊牛奶公司倉庫，或稱為舊牛奶公司寫字樓（Old Dairy Farm Building），位於中環下亞厘畢道和雲咸街交界，近雪廠街南，2009年獲列為一級歷史建築。

## 歷史
舊牛奶公司倉庫建於1892年，樓高3層，由牛奶公司興建，最初只用作冰庫（但這並非雪廠街所指的「雪廠」），當時香港人用作冷藏的冰塊是從中國北部採用船運，在離雲咸街不遠的皇后大道中海邊碼頭卸貨，再用人力拖運到這個冰庫儲藏。1896年，牛奶公司將總部搬到此處，並先後加建屠場、餡餅生產工場、牛奶分銷中心、零售冰粒雪庫、副食品工場以及鍋爐間等設備。
1913年，原倉庫被翻新為牛奶公司總經理的住所。香港日治時期，日軍曾將倉庫掠奪一空。香港重光後，該址恢復作為牛奶公司總部。1976年，政府因應道路擴闊工程，收回牛奶公司總部大廈，並改批屯門另一幅用地作交換，但工程最後不了了之，因此倉庫得以保留。及後，牛奶公司曾數度遷址，最後遷入鰂魚涌太古坊德宏大廈至今。
1981年，香港外國記者會進駐北座，藝穗會則在1983年12月遷入南座。

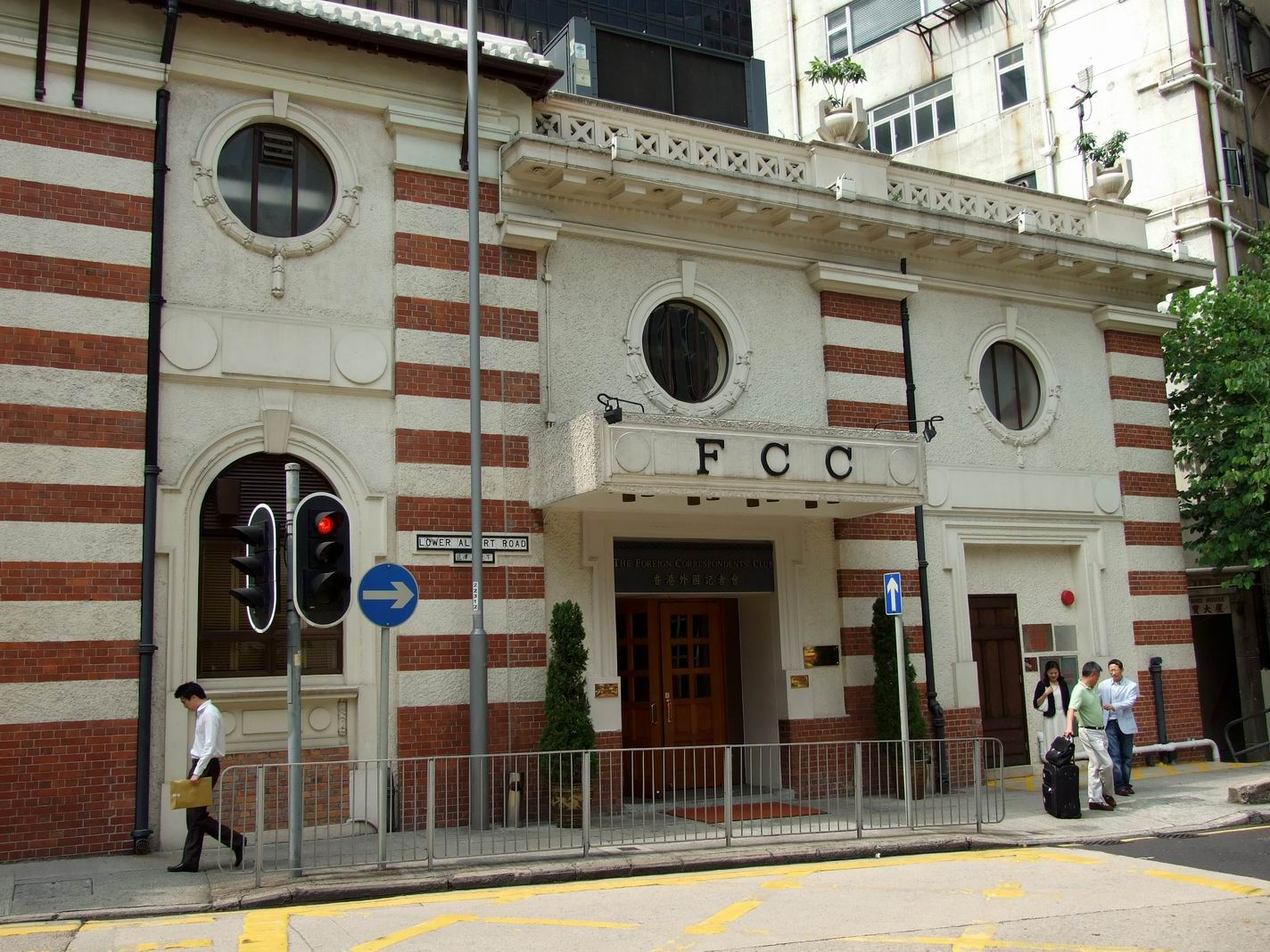
北座為香港外國記者會
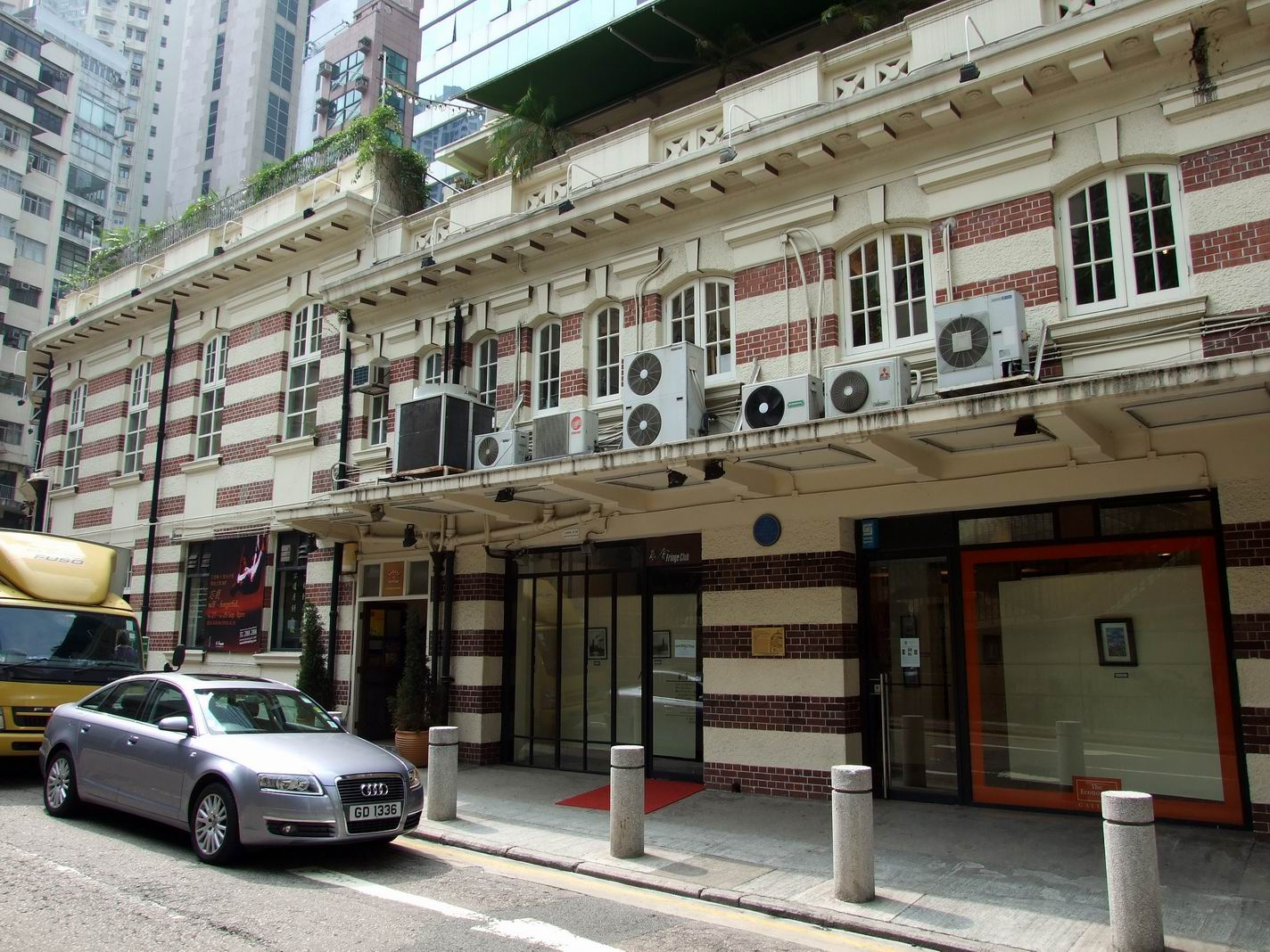
南座為藝穗會

## 外部連結
- 中環的舊牛奶公司倉庫 （页面存档备份，存于）

1. ↑  . 香港置地. 2014: 163.